# Alexis Manaster Ramer

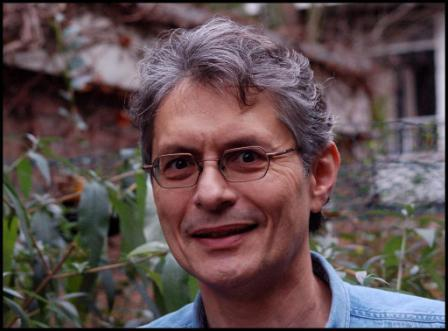
Alexis Manaster Ramer

Alexis Manaster Ramer (ur. 1956 w Krakowie) – językoznawca amerykański (doktorat 1981, Chicago) pochodzenia polskiego.
Jest autorem szeregu prac z zakresu zarówno językoznawstwa materiałowego (etymologia i językoznawstwo historyczno-porównawcze, klasyfikacja genetyczna, poetyka), jak i językoznawstwa teoretycznego (teoria fonologii, typologia składniowa, językoznawstwo matematyczne). Twórca i animator grupy badawczej Mathematics of Language w ramach The Association for Computational Linguistics.

## Literatura
- Cavoto F. (ed.): The linguist's linguist. A collection of papers in honour of Alexis Manaster Ramer, München 2002 (ang.).